# Niewiadoma (wieś)
Niewiadoma – wieś w Polsce położona w województwie mazowieckim, w powiecie sokołowskim, w gminie Sabnie. Ma status sołectwa. Leży nad rzeką Cetynią.
W latach 1975–1998 miejscowość administracyjnie należała do województwa siedleckiego.
Wierni wyznania rzymskokatolickiego zamieszkali w miejscowości należą do parafii Niepokalanego Poczęcia Najświętszej Maryi Panny w Niecieczy.

## Położenie
Miejscowość znajduje się w Polsce, we wschodniej części województwa mazowieckiego, na Południowym Podlasiu, w północno-zachodniej części Wysoczyzny Siedleckiej. Leży w dolinie rzeki Cetynii.
Jest położona w odległości:
- 10 km od Sokołowa Podlaskiego (kierunek południowo-zachodni)
- 110 km od Warszawy (kierunek południowo-zachodni)
- 38 km od Siedlec (kierunek południowy)
- 37 km od Drohiczyna (kierunek wschodni)
- 90 km od Łomży (kierunek północny).

## „Wały Jaćwingowskie”
Na terenie wsi leżą zabytkowe tzw. „Wały Jaćwingowskie” będące pozostałością średniowiecznego grodziska z ok. XI-XII wieku. Wykopaliska archeologiczne wykluczyły obecność Jaćwingów na terenie grodziska i jedyne znaleziska należy łączyć z ludnością słowiańską. Z funkcjonowaniem grodu związane były pobliskie nieobronne osady oraz cmentarzysko z grobami w obstawie kamiennej. 
W pierwszej fazie gród najprawdopodobniej nie był zamieszkany i pełnił jedynie funkcję schronienia dla mieszkańców okolicznych osad otwartych w sytuacji zagrożenia, o czym świadczy brak bardziej intensywnych śladów osadniczych. Ślady użytkowania grodziska w tej fazie uchwytne są na terenie wysuniętej najbardziej na zachód części cypla bronionej przez fosę o szerokości ok. 2,5 m i głębokości zachowanej do ponad 1 m.
W drugiej fazie zniwelowano powierzchnię starego grodu zasypując fosę od strony pól i zbudowano nowe wały szczególnie potężne od strony wschodniej pozbawionej naturalnych walorów obronnych. Tutaj istniał podwójny wał oddzielony dwoma fosami od wału okalającego. Wały wzniesiono w konstrukcji rusztowej, a po kolejnym pożarze szczyt wału podwyższono kamieniami, a całość oblepiono od zewnątrz gliną. U podstawy wału znajdowała się wzmocniona pojedynczymi kamieniami ława. Wejście na gród znajdowało się po stronie południowej i miało szerokość ok. 2 m. Wymiary tego powiększonego grodu wynosiły 175 m x 140 m. 
W badanych nawarstwieniach widoczne są ślady wielokrotnych pożarów. Osadnictwo skupiało się na wysuniętym ku rzece cyplu. Podczas badań odkryto relikty budynków o konstrukcji zrębowej, w nich zaś paleniska układane z kamieni polnych, relikty podłogi z dranic oraz ślady pożarów. Na grodzisku odkryto też piec, wiązany przez badaczy z hutnictwem żelaza.
Kres funkcjonowania grodu nastąpił w XII wieku. Badacze wiążą go z najazdem Jaćwingów lub walkami toczonymi o te tereny pomiędzy książętami polskimi i ruskimi. Inna teoria wskazuje na stopniowe oddalanie się szlaków handlowych i wydarzeń politycznych. Grodzisko było badane przez archeologów w latach 1968, 1974 oraz 1976. 
Obecnie na terenie Wałów znajduje się las, który często służy za miejsce odpoczynku i rekreacji. Do dziś można tam znaleźć szczątki osady (np. fragmenty glinianych naczyń). Niedaleko Wałów znajdują się tzw. "mogiłki", miejsce uważane za cmentarzysko z czasów średniowiecznych.

## Zabytki
- Kuźnia z XIX wieku, która została przeniesiona z folwarku w Grodzisku.
- Młyn - dawniej wodny - nad rzeką Cetynią.
- Grodzisko

## Niewiadomscy
W miejscowości korzenie ma rodzina Niewiadomskich, pieczętująca się herbem "Prus" o przydomku "Goleń", której historia sięga XVI wieku, znanym jej przedstawicielem był Eligiusz Niewiadomski.

## Zbiornik Niewiadoma
Na terenie wsi Niewiadoma, Nieciecz Włościańska, Kupientyn-Kolonia i Kupientyn na rzece Cetynii znajduje się Zbiornik Niewiadoma. 

Przyroda w okolicy Niewiadomej'
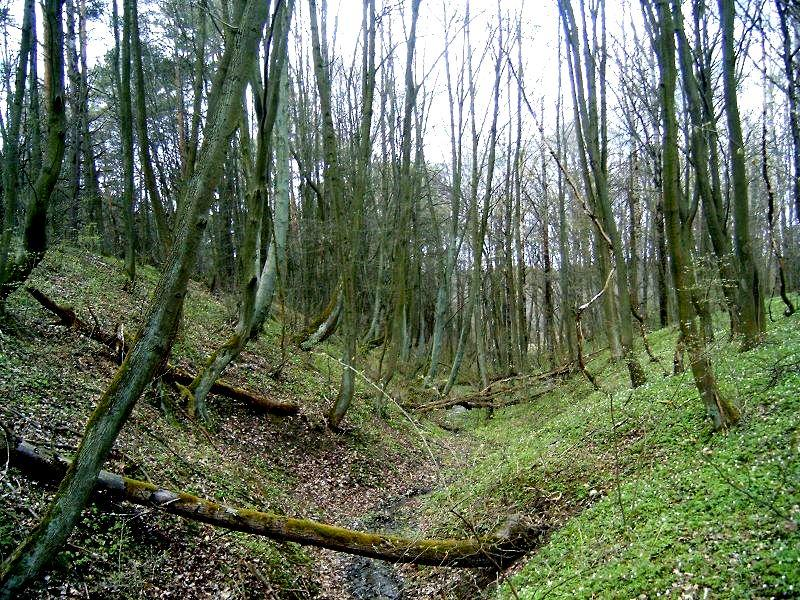
"Wały Jaćwingowskie"
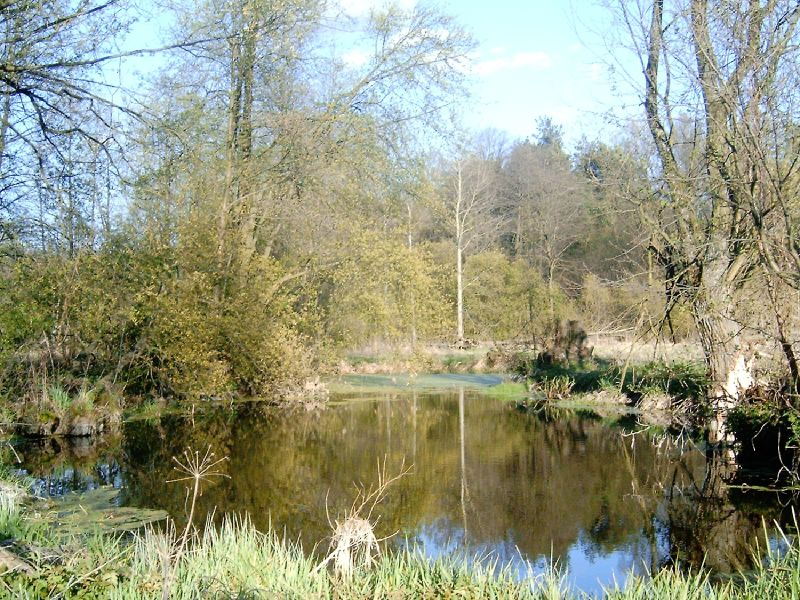
Starorzecze Cetyni
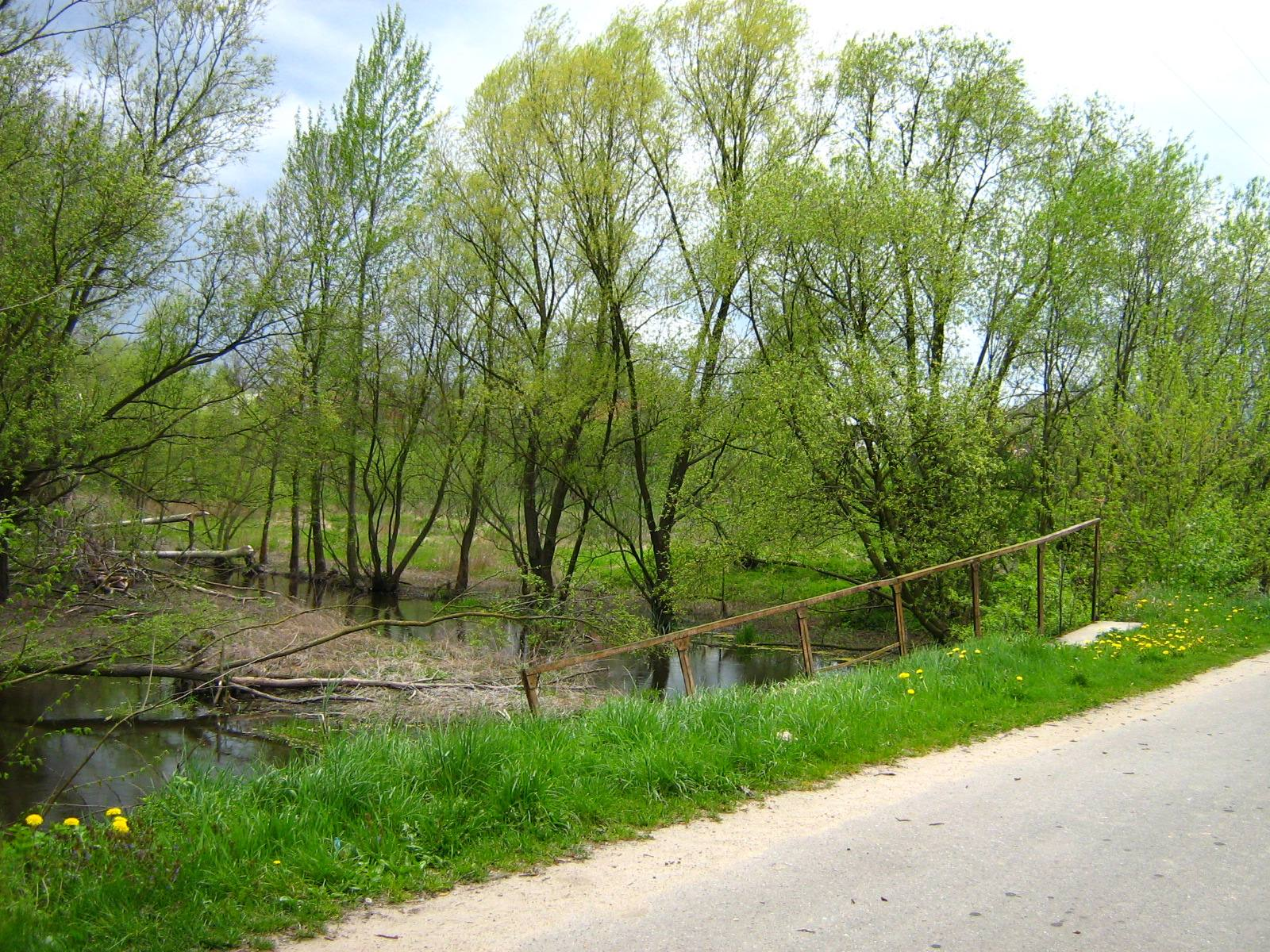
Most na Cetyni
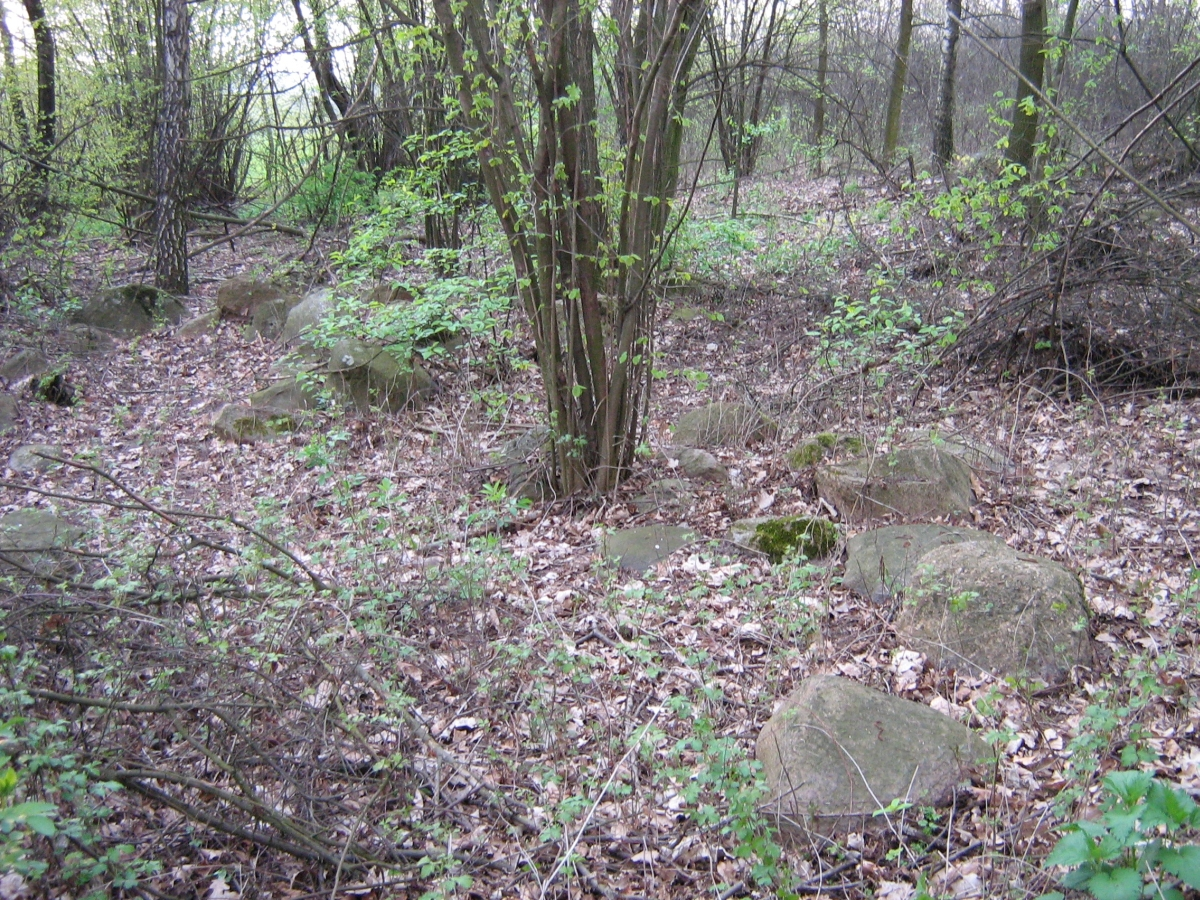
"Mogiłki"
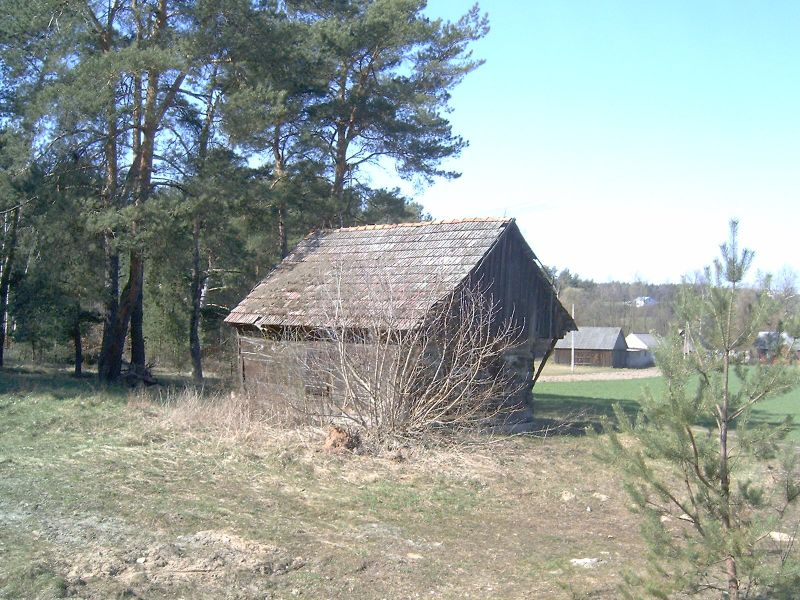
Zabytkowa kuźnia
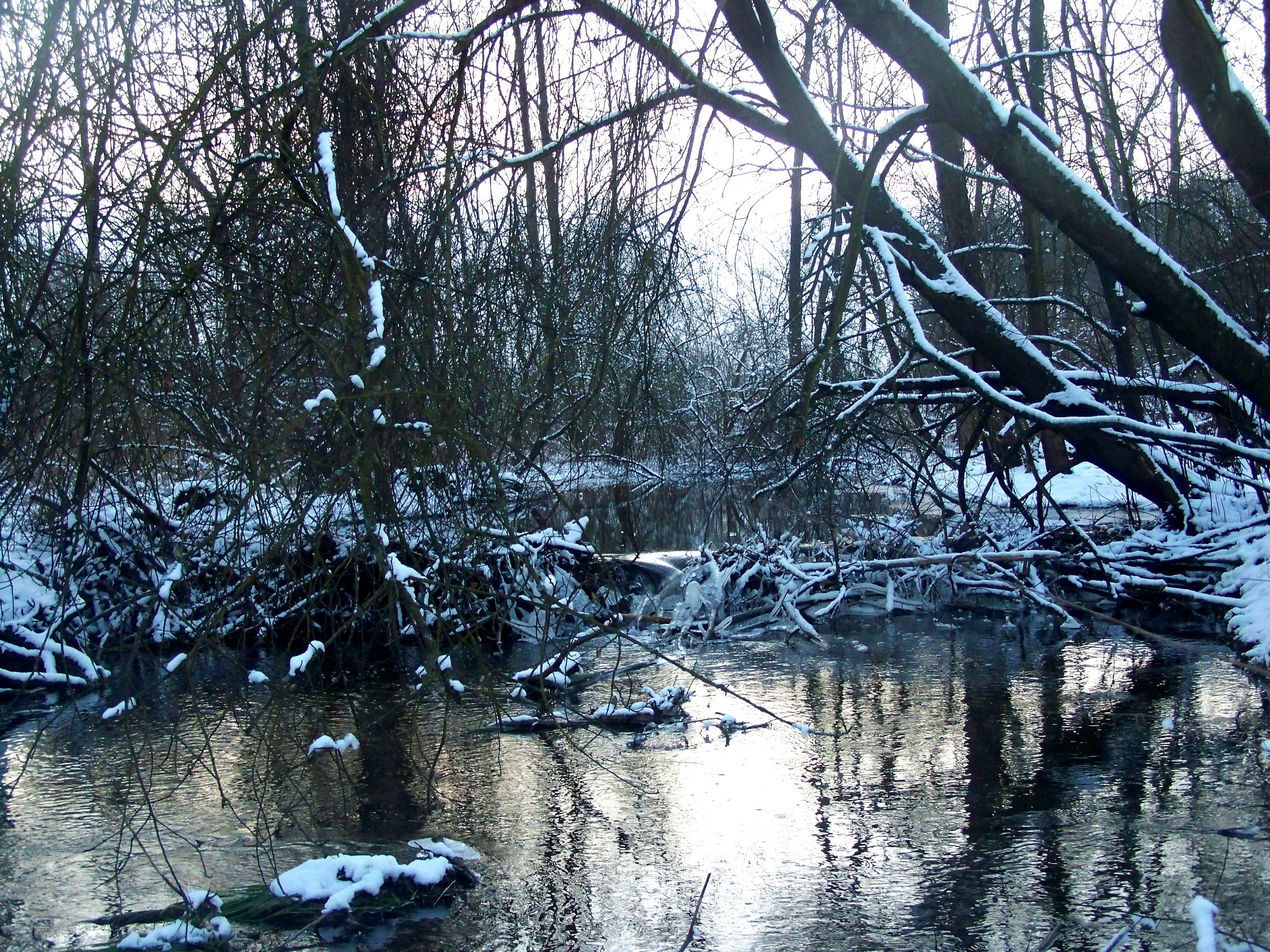
Tama bobrów na Cetyni
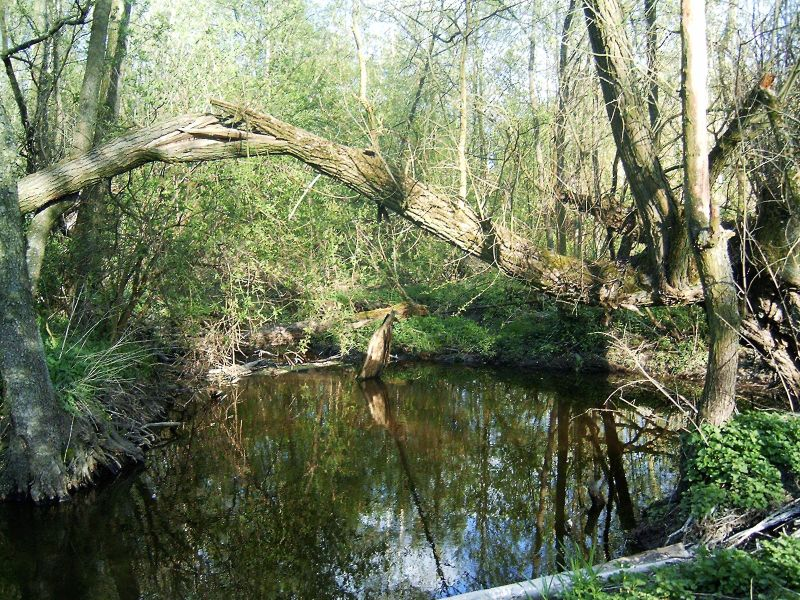
Cetynia, Wały Jaćwingowskie
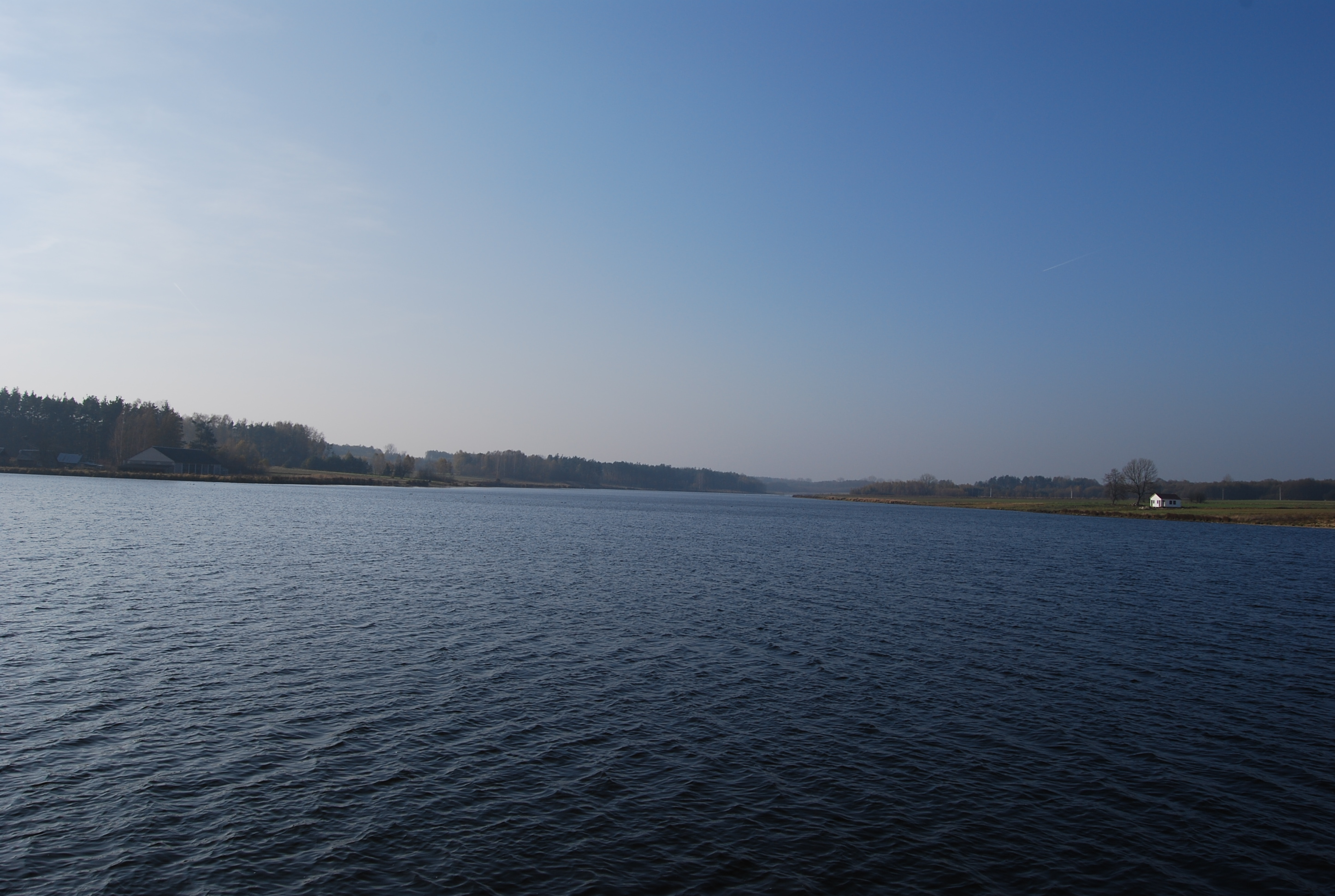
Zbiornik Niewiadoma widok z zapory